# Galaxia espiral de gran diseño

Imagen de la galaxia espiral M81 (o galaxia de Bode), una galaxia espiral de gran diseño.

Una galaxia espiral de gran diseño es un tipo de galaxia espiral donde la estructura espiral está formada por dos o más brazos prominentes y bien definidos, distinto a las galaxias espirales floculentas, en las cuales la estructura espiral está peor definida.
Los brazos espirales de este tipo de galaxia se pueden extender a varios radianes y ocupar una buena fracción de su radio. Se estima que hay en aproximado 10% de estas galaxias.

## Origen
La teoría de la onda de densidad es la preferida para explicar la formación de estas estructuras. Según ella, los brazos espirales son zonas más densas del disco de una galaxia espiral, hechas por ondas de densidad, las cuales se mueven a una velocidad distinta que las de las estrellas. La atracción gravitatoria del material presente en un brazo espiral causa que, al acercarse a este, las estrellas se aceleren, y que al salir sean frenadas, provocando que el material se acumule en esas zonas. Además, al ser zonas más densas, el hidrógeno se comprime y se produce formación estelar allí.
No se sabe el origen de las ondas de densidad, pero se cree que se relacionaría a interacciones gravitatorias, ya que muchas galaxias de este tipo tienen galaxias compañeras cercanas.Que haya una barra central también puede ser causa de su aparición.

## Ejemplos
Ejemplos notables de este tipo de galaxias en el Catálogo Messier son M51, M81, M74 y M83, así como también la antigua BX442.